# Prieuré de Roucy
Le prieuré de Roucy est un prieuré situé à Roucy, en France.

## Localisation
Le prieuré est situé sur la commune de Roucy, dans le département de l'Aisne.

## Historique
Le monument est inscrit au titre des monuments historiques en 1932.